# BeFS
BeFS — файлова система, яка використовується в операційних системах BeOS. 64-бітна журнальована файлова система з підтримкою розширених файлових атрибутів (метаданих), індексованих, що наближає її функціональність до реляційних БД. 

## Інші реалізації
На початку 1999 Makoto Kato розробив драйвер BeFS для Linux, який, однак не був дописаний до стабільного стану, тому у 2001 році вийшов інший драйвер, який написав Will Dyson. Як частина проекту OpenBeOS у 2002 Axel Dörfler з групою товаришів переписали оригінальний драйвер та видали його під іменем OpenBFS. У січні 2004 року Robert Szeleney додав у власну операційну систему SkyOS файлову систему та її драйвер, засновані на OpenBFS.